# カーゾレ・ブルーツィオ
カーゾレ・ブルーツィオ（伊: Casole Bruzio）は、イタリア共和国カラブリア州コゼンツァ県カザーリ・デル・マンコに属する分離集落（フラツィオーネ）。
かつては独立したコムーネであったが、2017年5月5日にペダーチェ、セッラ・ペダーチェ、スペッツァーノ・ピッコロ、トレンタと合併して新自治体の一部となった。

## 地理

### 位置・広がり

#### 隣接コムーネ
コムーネとしてのカーゾレ・ブルーツィオは、以下のコムーネと隣接していた。
- チェーリコ
- コゼンツァ
- ペダーチェ
- ロヴィート
- セッラ・ペダーチェ
- スペッツァーノ・デッラ・シーラ
- スペッツァーノ・ピッコロ
- トレンタ